# Стефан Петричейку
Стефан Петричейку (молд. Штефан Петричейку; ум. в 1690) — господарь Молдавского княжества с 10 (20) августа 1672 по ноябрь 1673, с декабря 1673 по 22 февраля 1674 и с 25 декабря 1683 по март 1684 года.
В 1672 году Турция начала войну против Польши. Турецкая армия прошла через Молдавию, захватила Каменец и осадила Львов. Польша была вынуждена заключить очень невыгодный ей Бучацкий договор, по которому, в частности, турецкий гарнизон оставался в Каменце. К нему через всё Молдавское княжество постоянно шли обозы и войска, снабжение и квартирование которых ложилось на плечи жителей Молдавии. Экономическое положение в стране значительно ухудшилось. В этой ситуации Георгия Дуку сменил Стефан Петричейку.
Когда в 1673 году возобновилась турецко-польская война, Петричейку перешёл на сторону Польши. Турецкая армия была повержена, а польские войска заняли Хотин и часть Молдавии. Однако часть боярства снова переметнулась на сторону Турции. Стефан Петричейку рассчитывал на польскую помощь против османов, однако из-за сложной ситуации внутри Польши эти надежды не оправдались. Тогда он вместе с прорусски настроенными боярами во главе с митрополитом Дософтеем начал переговоры о переходе в русское подданство. В начале 1674 году в Москву прибыл игумен Фёдор, просивший защиты от турок. Молдавское обращение нашло в России хороший приём, так как княжество могло стать ценным союзником, однако Москва не желала открытыми действиями осложнять положение и дала уклончивый ответ на вопрос о подданстве. Всё же Россия предприняла конкретные военные меры — поход против Дорошенко, который по поручению султана теснил Молдавское княжество.
Вскоре Петричейку с большой группой бояр, Дософтеем и войском был вынужден искать убежища в Польше, а господарём был назначен грек Думитрашку Кантакузино. Лишь в 1683 году, когда турецкая армия была разгромлена под Веной, Петричейку вернулся в Молдавию и выступил с воззванием разгромить турок и восстановить страну. Народ начал истреблять турок и татар, которые удерживались только в крепостях.
Петричейку предпринял вторую попытку перехода в русское подданство и сформировал новое посольство в Москву. Но в России уклонились от переговоров из-за сложной международной ситуации и недоверия к господарю, который 10 лет провёл в Польше и вернулся на престол благодаря полякам. Посольство не пустили дальше Киева, Дософтея и других бояр наградили и вернули назад.
Союзниками Молдавии в антитурецкой борьбе стали казаки. В страну вошёл казачий отряд во главе с Куницким, сотрудничавшим с польским королём. Население поддержало казаков, к ним присоединились молдаване из разных районов. По свидетельству турецкого летописца Рашида Эфенди, молдавско-украинское войско насчитывало 30 тысяч человек. Куницкий разбил татар в Буджаке, однако осада Бендер и Аккермана была неудачной. Положение в стране было непрочным, так как невозможно было вести борьбу против турок, оставив гарнизоны противника в тылу. В это же время основные силы татар, отступавшие из-под Вены, вытеснили молдавско-казацкое войско за Днестр. Петричейку был вынужден покинуть Молдавию. Господарём снова стал Кантакузино.